# Bruce Dern
Bruce MacLeish Dern (Chicago, 4 giugno 1936) è un attore statunitense.
Per la sua interpretazione nel film Tornando a casa (1978) è stato candidato per l'Oscar al miglior attore non protagonista, mentre per la sua interpretazione in Nebraska (2013) è stato candidato per l'Oscar al miglior attore e ha vinto il Prix d'interprétation masculine al Festival di Cannes. È stato inoltre candidato a tre Golden Globe, un premio BAFTA e uno Screen Actors Guild Award.

## Biografia
Figlio dell'avvocato John Dern e di Jean MacLeish, Bruce Dern è stato co-protagonista, assieme a Jack Nicholson, de Il re dei giardini di Marvin (1972), di Bob Rafelson, e, assieme a Jon Voight, di Tornando a casa (1978), di Hal Ashby, per cui venne candidato all'Oscar come miglior attore non protagonista. Altri importanti film in cui ha recitati negli anni sessanta e settanta sono Marnie di Alfred Hitchcock (1964), Piano... piano, dolce Carlotta di Robert Aldrich (1964), I selvaggi di Roger Corman (1966), Impiccalo più in alto di Ted Post (1968), Non si uccidono così anche i cavalli? di Sydney Pollack (1969) e Il grande Gatsby di Jack Clayton (1974).
Dopo una diminuzione delle sue apparizioni negli anni ottanta e novanta, nel 2007 partecipa al film The Cake Eaters - Le vie dell'amore con Kristen Stewart, mentre negli anni duemiladieci recita in tre film di Quentin Tarantino, Django Unchained (2012), The Hateful Eight (2015) e C'era una volta a... Hollywood (2019). Il 26 maggio 2013 vince il premio come migliore attore alla 66ª edizione del Festival di Cannes, come protagonista del film Nebraska diretto da Alexander Payne, interpretazione che gli vale anche la candidatura all'Oscar come migliore attore protagonista.

## Vita privata
Nipote del poeta Archibald MacLeish e pronipote dell'uomo d'affari Andrew MacLeish, Dern si è sposato per la prima volta con Marie Dean nel 1957. La coppia ha divorziato nel 1959. Ha poi sposato in seconde nozze la collega Diane Ladd dal 1960 al 1969, dalla cui unione sono nate due figlie: Diane (morta annegata in una piscina nel 1962 a soli 18 mesi) e Laura, diventata anch'ella attrice. Infine, dopo aver divorziato dalla Ladd, nel 1969 ha sposato Andrea Beckett.

## Filmografia parziale

### Attore

#### Cinema

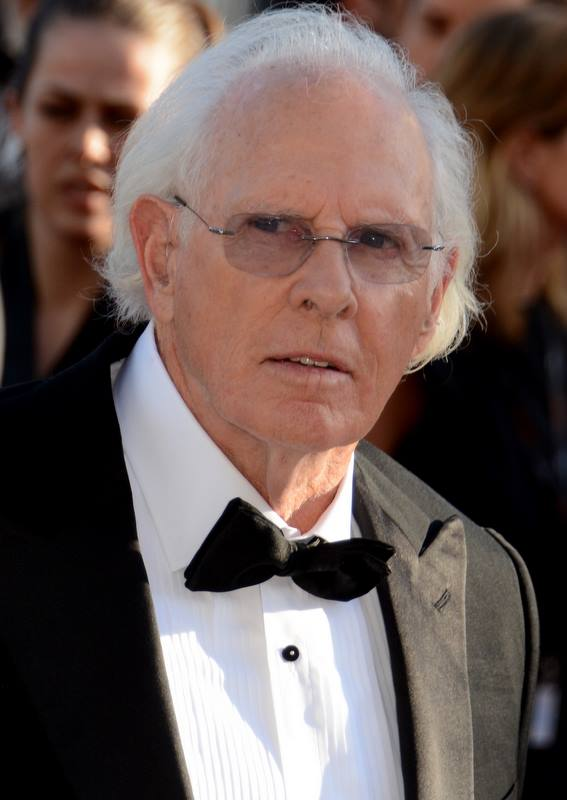
Bruce Dern al Festival di Cannes 2013

- Fango sulle stelle (Wild River), regia Elia Kazan (1960) - non accreditato
- Marnie, regia di Alfred Hitchcock (1964)
- Piano... piano, dolce Carlotta (Hush... Hush, Sweet Charlotte), regia di Robert Aldrich (1964)
- I selvaggi (The Wild Angels), regia di Roger Corman (1966)
- Carovana di fuoco (The War Wagon), regia di Burt Kennedy (1967)
- Il massacro del giorno di San Valentino (The St. Valentine's Day Massacre), regia di Roger Corman (1967)
- Il serpente di fuoco (The Trip), regia di Roger Corman (1967)
- La vecchia legge del West (Waterhole 3), regia di William A. Graham (1967)
- Costretto ad uccidere (Will Penny), regia di Tom Gries (1968)
- Psych-Out - Il velo sul ventre (Psych-Out), regia di Richard Rush (1968)
- Impiccalo più in alto (Hang 'Em High), regia di Ted Post (1968)
- Il dito più veloce del West (Support Your Local Sheriff!), regia di Burt Kennedy (1969)
- Ardenne '44, un inferno (Castel Keep), regia di Sydney Pollack (1969)
- Number One, regia di Tom Gries (1969)
- The Cycle Savages, regia di Bill Brame (1969)
- Non si uccidono così anche i cavalli? (They Shoot Horses, Don't They?), di Sydney Pollack (1969)
- Il clan dei Barker (Bloody Mama), regia di Roger Corman (1970)
- The Rebel Rousers, regia di Martin B. Cohen (1970)
- The Incredible 2-Headed Transplant, regia di Anthony M. Lanza (1971)
- Yellow 33 (Drive, He Said), regia di Jack Nicholson (1971)
- I cowboys (The Cowboys), regia di Mark Rydell (1972)
- 2002: la seconda odissea (Silent Running), regia di Douglas Trumbull (1972)
- Thumb Tripping, regia di Quentin Masters (1972)
- Il re dei giardini di Marvin (The King of Marvin Gardens), regia di Bob Rafelson (1972)
- Pat Garrett e Billy Kid (Pat Garrett and Billy the Kid), regia di Sam Peckinpah (1973) - non accreditato
- L'Ispettore Martin ha teso la trappola (The Laughing Policeman), regia di Stuart Rosenberg (1973)
- Il grande Gatsby (The Great Gatsby), regia di Jack Clayton (1974)
- I giustizieri del West (Posse), regia di Kirk Douglas (1975)
- Sorridi (Smile), regia di Michael Ritchie (1975)
- Complotto di famiglia (Family Plot), regia di Alfred Hitchcock (1976)
- Won Ton Ton, il cane che salvò Hollywood (Won Ton Ton: The Dog Who Saved Hollywood), regia di Michael Winner (1976)
- Pazzi borghesi (Folies bourgeoises), regia di Claude Chabrol (1976)
- Black Sunday, regia di John Frankenheimer (1977)
- Tornando a casa (Coming Home), regia di Hal Ashby (1978)
- Driver l'imprendibile (The Driver), regia di Walter Hill (1978)
- La voglia addosso (Middle Age Crazy), regia di John Trent (1980)
- Tattoo - Il segno della passione (Tattoo), regia di Bob Brooks (1980)
- Correre per vincere (That Championship Season), regia di Jason Miller (1982)
- Un fuorilegge speciale (Harry Tracy, Desperado), regia di William A. Graham (1982)
- Sogni di gloria (On the Edge), regia di Rob Nilsson (1986)
- Braccio vincente (The Big Town), regia di Ben Bolt e Harold Becker (1987)
- Gli angeli dell'odio (World Gone Wild), regia di Lee H. Katzin (1987)
- 1969 - I giorni della rabbia (1969), regia di Ernest Thompson (1988)
- L'erba del vicino (The 'burbs), regia di Joe Dante (1989)
- Più tardi al buio (After Dark, My Sweet), regia di James Foley (1990)
- La notte dell'imbroglio (Diggstown), regia di Michael Ritchie (1992)
- Mrs. Munck, regia di Diane Ladd (1995)
- Wild Bill, regia di Walter Hill (1995)
- Giù le mani dal mio periscopio (Down Periscope), regia di David S.Ward (1996)
- Scomodi omicidi (Mulholland Falls), regia di Lee Tamahori (1996) - non accreditato
- Ancora vivo - Last Man Standing (Last Man Standing), regia di Walter Hill (1996)
- Haunting - Presenze (The Haunting), regia di Jan de Bont (1999)
- Oltre il limite (If... Dog... Rabbit...), regia di Matthew Modine (1999)
- Passione ribelle (All the Pretty Horses), regia di Billy Bob Thornton (2000)
- Prigione di vetro (The Glass House), regia di Daniel Sackheim (2001)
- Masked and Anonymous, regia di Larry Charles (2003)
- Milwaukee, Minnesota, regia di Allan Mindel (2003)
- Monster, regia di Patty Jenkins (2003)
- Madison - La freccia dell'acqua (Madison), regia di William Bindley (2005)
- Down in the Valley, regia di David Jacobson (2005)
- Believe in Me, regia di Robert Collector (2006)
- Walker Payne, regia di Matt Williams (2006)
- The Astronaut Farmer, regia di Michael Polish (2006)
- The Hard Easy, regia di Ari Ryan (2006)
- The Cake Eaters - Le vie dell'amore (The Cake Eaters), regia di Mary Stuart Masterson (2007)
- Bobby Z - Il signore della droga (The Death and Life of Bobby Z), regia di John Herzfeld (2007) - non accreditato
- Swamp Devil, regia di David Winning (2008)
- The Golden Boys, regia di Daniel Adams (2008)
- American Cowslip, regia di Mark David (2009)
- The Hole, regia di Joe Dante (2009)
- I guardiani del faro (The Lightkeepers), regia di Daniel Adams (2009)
- Trim, regia di Ryan Bottiglieri (2010)
- Choose, regia di Marcus Graves (2011)
- Amicizia a rischio, regia di Artie Mandelberg (2011)
- Twixt, regia di Francis Ford Coppola (2011)
- Hitting the Cycle, regia di Darin Anthony e J. Richey Nash (2012)
- Django Unchained, regia di Quentin Tarantino (2012) - cameo
- Coffin Baby, regia di Dean Jones (2013)
- Northern Borders, regia di Jay Craven (2013)
- Nebraska, regia di Alexander Payne (2013)
- Fighting for Freedom (Love Orchard), regia di Farhad Mann (2013)
- Cut Bank - Crimine chiama crimine (Cut Bank), regia di Matt Shakman (2014)
- The Hateful Eight, regia di Quentin Tarantino (2015)
- American Dresser, regia di Carmine Cangialosi (2016)
- Warning Shot, regia di Dustin Faribanks (2017)
- V-Force: New Dawn of V.I.C.T.O.R.Y., regia di Frank E. Johnson (2017)
- Lez Bomb, regia di Jenna Laurenzo (2017)
- Class Rank, regia di Eric Stoltz (2017)
- Borderland, regia di Paul Street (2017)
- American Violence, regia di Timothy Woodward Jr. (2017)
- Abilene, regia di Timothy Woodward Jr. (2017)
- The Lears, regia di Carl Bessai (2017)
- Lo scandalo Kennedy (Chappaquiddick), regia di John Curran (2017)
- Le nostre anime di notte (Our Souls at Night), regia di Ritesh Batra (2017)
- Nostalgia, regia di Mark Pellington (2018)
- Cocaine - La vera storia di White Boy Rick (White Boy Rick), regia di Yann Demange (2018)
- Freaks, regia di Zach Lipovsky e Adam B. Stein (2018)
- The Mustang, regia di Laure de Clermont-Tonnerre (2019)
- C'era una volta a... Hollywood (Once Upon a Time in... Hollywood), regia di Quentin Tarantino (2019)
- In viaggio verso un sogno - The Peanut Butter Falcon (The Peanut Butter Falcon), regia di Tyler Nilson e Michael Schwartz (2019)
- L'amore è senza età (Remember Me), regia di Martín Rosete (2019)
- Ravage - La caccia è aperta (Swing Low), regia di Teddy Grennan (2019)
- L'eredità della vipera (Inherit the Viper), regia di Anthony Jerjen (2019)
- The Most dangerous Game, regia di Justin Lee (2022)
- Mid-Century, regia di Sonja O'Hara (2022)
- The Weapon - Il mandante, regia di Tony Schiena (2023)
- Old Dads, regia di Bill Burr (2023)
- Bloodline Killer, regia di Ante Novakovic (2024)

#### Televisione
- Route 66 – serie TV, 1 episodio (1960)
- Lotta senza quartiere (Cain's Hundred) – serie TV, 2 episodi (1961-1962)
- La città in controluce (Naked City) – serie TV, 2 episodi (1961)
- Avventure in fondo al mare (Sea Hunt) – serie TV, 1 episodio (1961)
- Surfside 6 – serie TV, episodio 2x04 (1961)
- Thriller – serie TV, episodio 2x13 (1961)
- Ben Casey – serie TV, episodio 1x12 (1961)
- I detectives (The Detectives) – serie TV, episodio 3x12 (1961)
- Ripcord – serie TV, episodio 1x21 (1962)
- Stoney Burke – serie TV, 17 episodi (1962-1963)
- The Dick Powell Show – serie TV, 2 episodi (1962-1963)
- Carovane verso il West (Wagon Train) – serie TV, 3 episodi (1963-1965)
- Il fuggiasco (The Fugitive) – serie TV, 5 episodi (1963-1966)
- The Crisis – serie TV, 1 episodio (1963)
- The Outer Limits – serie TV, 1 episodio (1963)
- Indirizzo permanente (77 Sunset Strip) – serie TV, episodio 6x15 (1964)
- The Greatest Show on Earth – serie TV, episodio 1x22 (1964)
- Twelve O'Clock High – serie TV, 4 episodi (1964-1965)
- L'ora di Hitchcock (The Alfred Hitchcock Hour) – serie TV, 2 episodi (1964)
- Il virginiano (The Virginian) – serie TV, 3 episodi (1964-1965)
- Gli uomini della prateria (Rawhide) – serie TV, episodio 8x04 (1965)
- F.B.I. (The F.B.I.) – serie TV, 2 episodi (1965-1968)
- Gunsmoke – serie TV, 4 episodi (1965-1969)
- Laredo – serie TV, 1 episodio (1965)
- A Man Called Shenandoah – serie TV, episodio 1x07 (1965)
- Branded – serie TV, 1 episodio (1966)
- La grande vallata (The Big Valley) – serie TV, 5 episodi (1966-1968)
- Cavaliere solitario (The Loner) – serie TV, 1 episodio (1966)
- Disneyland – serie TV, 1 episodio (1966)
- I giorni di Bryan (Run for Your Life) – serie TV, 3 episodi (1966-1967)
- Lancer – serie TV, 2 episodi (1968-1969)
- Bonanza – serie TV, 2 episodi (1968-1970)
- Dove vai Bronson? (Then Came Bronson) – serie TV, 1 episodio (1969)
- La terra dei giganti (Land of the Giants) – serie TV, 1 episodio (1970)
- Ai confini dell'Arizona (The High Chaparral) – serie TV, episodio 4x03 (1970)
- L'immortale (The Immortal) – serie TV, 1 episodio (1970)
- Who Killed the Mysterious Mr. Foster?, regia di Fielder Cook – film TV (1971)
- Space – miniserie TV (1985)
- La forza d'amare (Toughlove), regia di Glenn Jordan – film TV (1985)
- Roses Are for the Rich, regia di Michael Miller – film TV (1987)
- La capanna dello zio Tom (Uncle Tom's Cabin), regia di Stan Lathan – film TV (1987)
- Trenchcoat in Paradise, regia di Martha Coolidge – film TV (1989)
- La corte marziale di Jackie Robinson (The Court-Martial of Jackie Robinson), regia di Larry Peerce – film TV (1990)
- Terre desolate (Into the Badlands), regia di Sam Pillsbury – film TV (1991)
- Carolina Skeletons, regia di John Erman – film TV (1991)
- Vendetta personale (It's Nothing Personal), regia di Bradford May – film TV (1993)
- Dead Man's Revenge, regia di Alan J. Levi – film TV (1994)
- Amelia Earhart - L'ultimo viaggio (Amelia Earhart: The Final Flight), regia di Yves Simoneau – film TV (1994)
- Un dolce addio (A Mother's Prayer), regia di Larry Elikann – film TV (1995)
- Lost Drive-In – serie TV (1996)
- Comfort, Texas, regia di Michael Ritchie – film TV (1997)
- La preda perfetta (Perfect Prey), regia di Howard McCain – film TV (1998)
- Hard Time - Omicidi in serie (Hard Time: The Premonition), regia di David S. Cass Sr. – film TV (1999)
- Hard Ground - La vendetta di McKay (Hard Ground), regia di Frank Q. Dobbs – film TV (2003)
- Big Love – serie TV, 29 episodi (2006-2011)
- CSI: NY – serie TV, 1 episodio (2007)
- Unicorn Plan-It – serie TV, 2 episodi (2012-2013)
- 100 volte Natale (Pete's Christmas), regia di Nisha Ganatra – film TV (2013)
- Mr. Mercedes – serie TV, 8 episodi (2019)
- Black Monday – serie TV, 2 episodi (2019)
- Golia (Goliath) – serie TV, 8 episodi (2021)
- Palm Royale – serie TV, 3 episodi (2024)

### Doppiatore
- Small Soldiers, regia di Joe Dante (1998)
- King of the Hill – serie TV, 1 episodio (2003)
- La collina dei papaveri (Kokuriko-zaka kara), regia di Gorō Miyazaki (2011)

## Riconoscimenti
- Premi Oscar
  - 1979 – Candidatura Miglior attore non protagonista per Tornando a casa
  - 2014 – Candidatura Miglior attore per Nebraska
- Golden Globe
  - 1975 – Nomination Miglior attore non protagonista per Il grande Gatsby
  - 1979 – Nomination Miglior attore non protagonista per Tornando a casa
  - 2014 – Nomination Miglior attore in un film commedia o musicale per Nebraska
- Premi BAFTA
  - 2014 – Nomination Miglior attore protagonista per Nebraska
- Satellite Award
  - 2014 – Candidatura Miglior attore protagonista per Nebraska
- Screen Actors Guild Award
  - 2014 – Candidatura Miglior attore protagonista per Nebraska
- Hollywood Film Awards[3]
  - 2015 – Miglior cast per The Hateful Eight
- Festival di Berlino 1983
  - Orso d'argento per Correre per vincere
- Festival di Cannes 2013
  - Prix d'interprétation masculine per Nebraska

## Doppiatori italiani
Nelle versioni in italiano delle opere in cui ha recitato, Bruce Dern è stato doppiato da:
- Franco Zucca in Haunting - Presenze, The Hole, Django Unchained, 100 volte Natale, The Hateful Eight, Le nostre anime di notte, Mr. Mercedes, C'era una volta a... Hollywood, In viaggio verso un sogno - The Peanut Butter Falcon, L'amore è senza età
- Sergio Graziani in Psych-Out - Il velo sul ventre, Pazzi borghesi, Scomodi omicidi, Down in the Valley, Nebraska
- Rino Bolognesi ne  Il clan dei Barker, I giustizieri del West, 1969 - I giorni della rabbia
- Pino Locchi in 2002: la seconda Odissea, Il re dei giardini di Marvin, Il grande Gatsby
- Renato Cortesi in Complotto di famiglia, Black Sunday, Black Monday
- Bruno Alessandro in CSI: NY, Golia, Palm Royale
- Luciano De Ambrosis in Piano... piano, dolce Carlotta, The Hard Easy
- Sergio Tedesco in Impiccalo più in alto, Big Love
- Pino Colizzi in Tornando a casa, Driver l'imprendibile
- Mauro Bosco in Braccio vincente, Più tardi al buio
- Giorgio Lopez in Passione ribelle, Prigione di vetro
- Massimiliano Lotti in L'eredità della vipera, Ravage - La caccia è aperta
- Gianfranco Bellini in Marnie
- Renato Cominetti ne I cowboys
- Michele Gammino in Carovana di fuoco
- Manlio De Angelis ne Il massacro del giorno di San Valentino
- Massimo Turci in La vecchia legge del West
- Sergio Di Stefano in L'erba del vicino
- Michele Kalamera in La notte dell'imbroglio
- Pietro Biondi in Wild Bill
- Sergio Rossi in Giù le mani dal mio periscopio
- Carlo Reali in Ancora vivo - Last Man Standing
- Sandro Iovino in Oltre il limite
- Dario Penne in Monster
- Domenico Maugeri ne I guardiani del faro
- Diego Reggente in The Cake Eaters - Le vie dell'amore
- Oliviero Dinelli in Cut Bank - Crimine chiama crimine
- Ugo Maria Morosi in Cocaine - La vera storia di White Boy Rick
- Roberto Fidecaro in Freaks
- Gino La Monica in Confine a Nord
- Dario De Grassi in Hard Time - Omicidi in serie
- Carlo Valli in The Mustang
- Luca Dal Fabbro in Old Dads
- Daniele Demma in 2002: la seconda Odissea (ridoppiaggio)

Come doppiatore, è sostituito da:
- Alberto Bognanni in Small Soldiers
- Mauro Magliozzi in King of the Hill